# Hungaroring Classic
L'Hungaroring Classic Richard Mille est une compétition de voitures historiques de courses organisée par Peter Auto et sponsorisée avec la marque Richard Mille. Elle se déroule tous les deux ans (années impaires) ; la première édition s'est déroulée en 2017. Cet événement est situé sur le circuit Hungaroring en Hongrie.

## Histoire
Du 29 septembre au 1er octobre 2017, Peter Auto organisait la première édition du Hungaroring Classic sur le circuit Hungaroring en Hongrie d'une longueur de 4,381 kilomètres, situé à dix-huit kilomètres de la capitale Budapest.
Cent cinquante voitures de compétitions étaient engagées sur l'ensemble des 7 plateaux.
L'événement a rassemblé 20 000 spectateurs dès la première édition ainsi que 700 véhicules de collectionneurs internationaux[source secondaire nécessaire].

## Les plateaux
- Classic Endurance Racing 1 : Porsche 908, Lola T70, Gulf Mirage ...
- Classic Endurance Racing 2 : Ferrari 512 BBLM, BMW M1, Porsche 935 ...
- Sixties' Endurance : Lotus 15, AC Cobra, Jaguar Type E ...
- Heritage Touring Cup : Ford Escort, BMW 3.0 CSL, Jaguar XJ12C Broadspeed ...
- Trofeo Nastro Rosso : ISO A3 C, Ferrari 250 GT Berlinetta SWB, Maserati 250S ...
- Group C Racing : Porsche 962, Peugeot 905, Jaguar XJR-14 ...
- Euro F2 Classic : Formule 2 du Championnat d'Europe entre 1967 et 1978

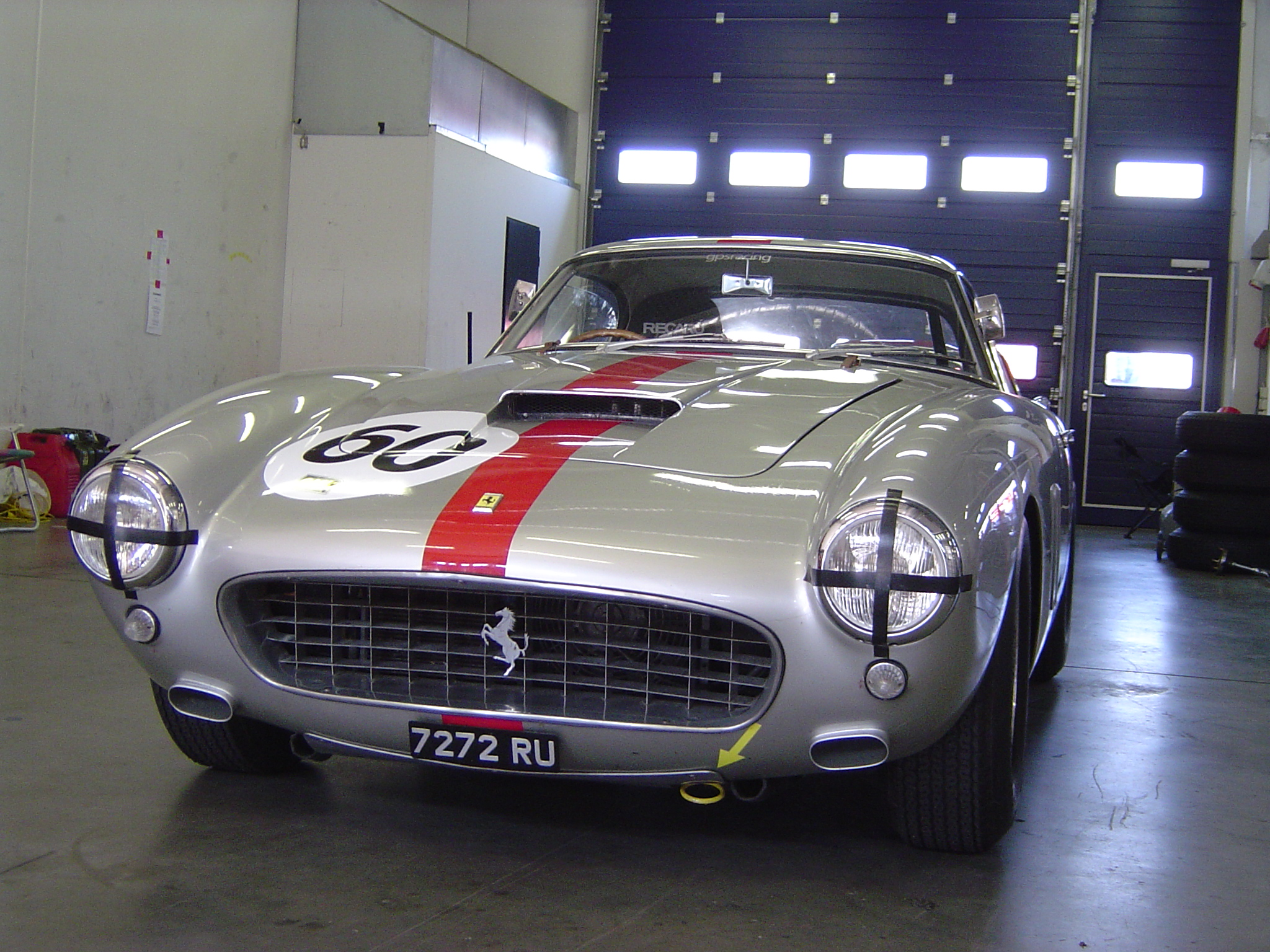
Ferrari 250 GT
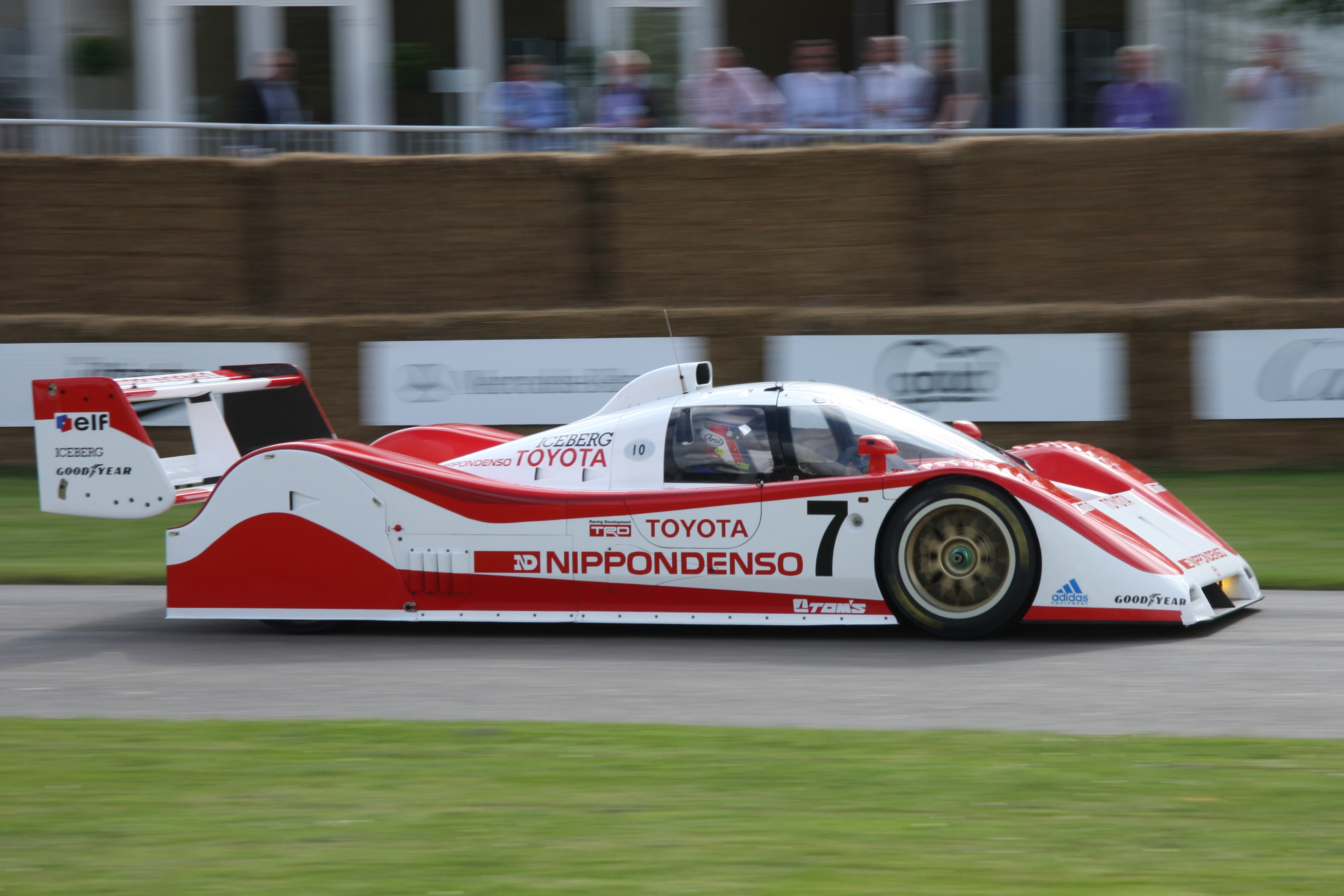
Toyota TS010
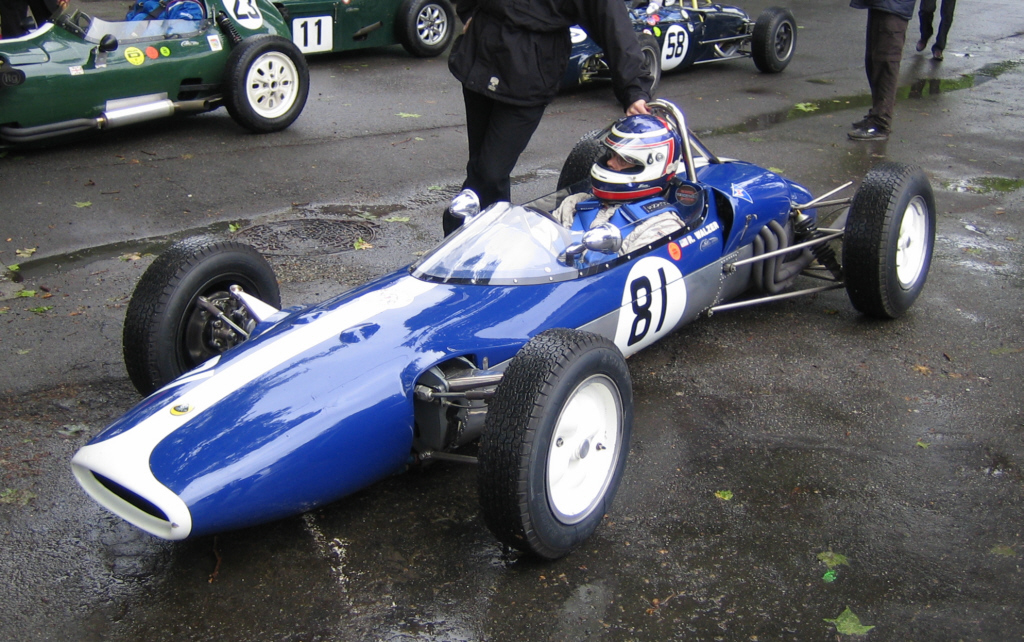
Lotus 27
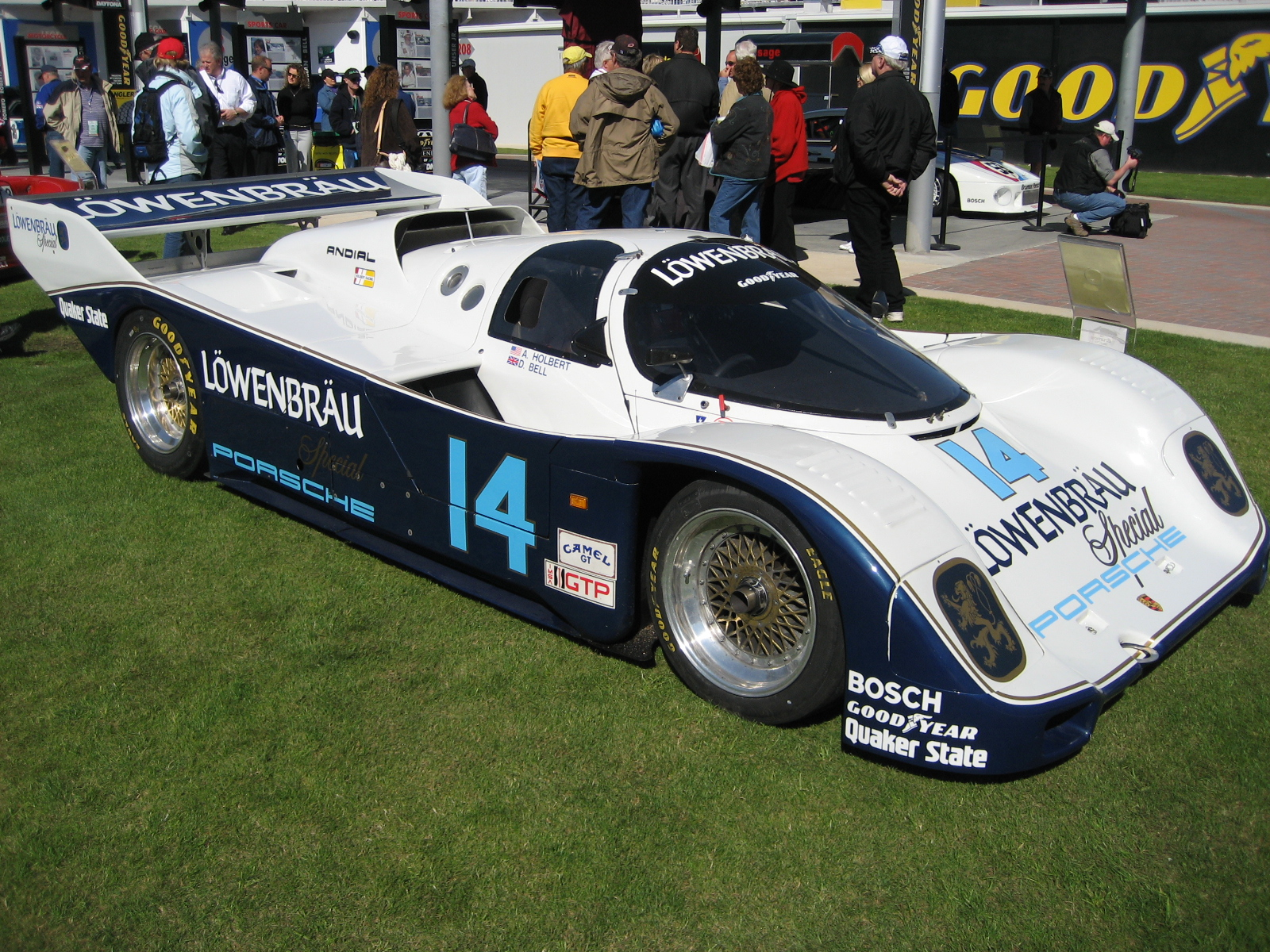
Porsche 962
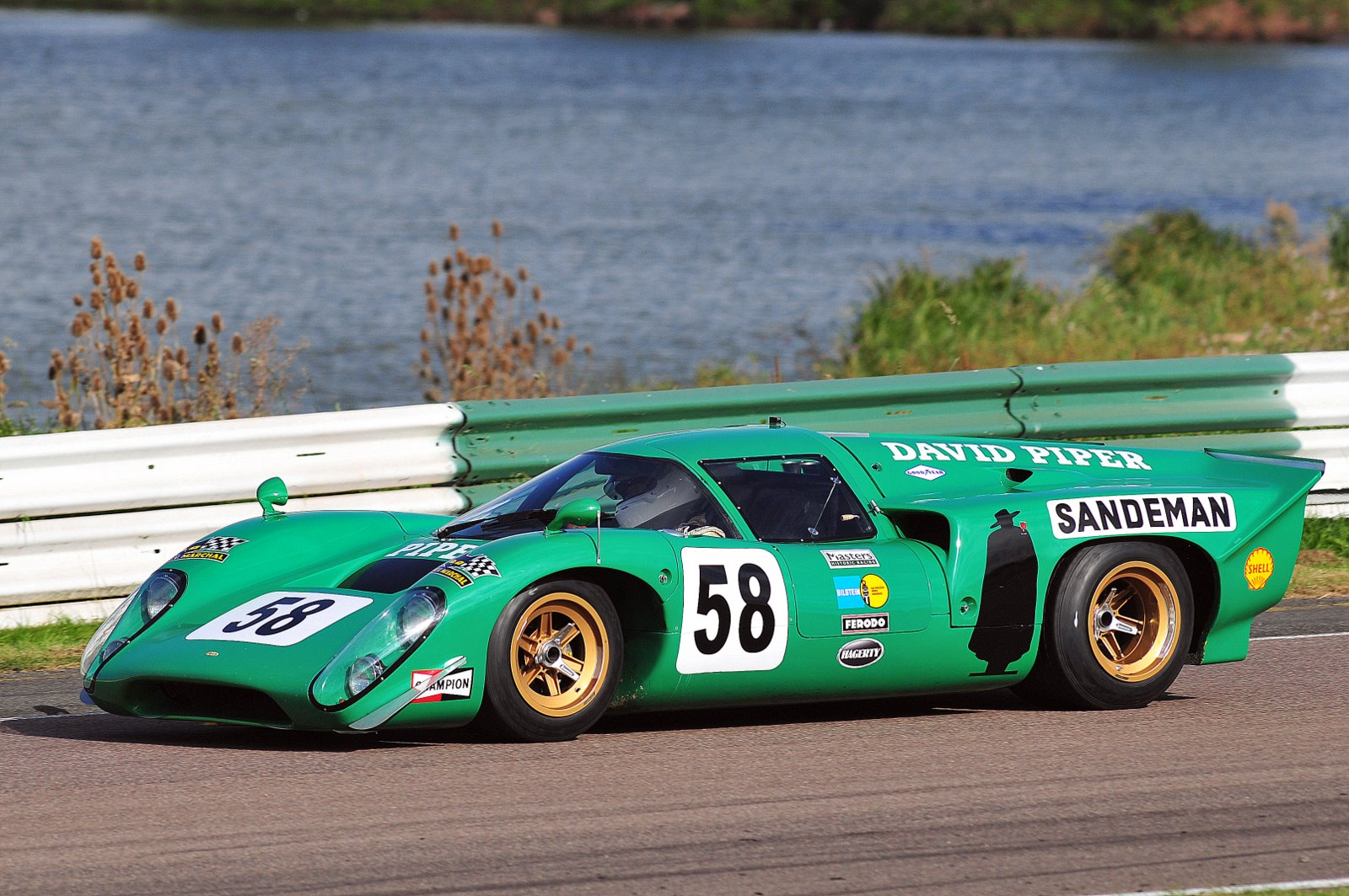
Lola T70

## Les éditions

### 1reédition (2017)
Pour sa première édition, l'Hungaroring Classic a réuni 150 voitures de compétition, 700 automobiles de collection et accueillit plus de 20 000 spectateurs.
| Course                       | Vainqueur                             | Vainqueur                | 2e place                       | 2e place                | 3e place                      | 3e place                |
| ---------------------------- | ------------------------------------- | ------------------------ | ------------------------------ | ----------------------- | ----------------------------- | ----------------------- |
| Course                       | Pilote                                | Voiture                  | Pilote                         | Voiture                 | Pilote                        | Voiture                 |
| Trofeo Nastro Rosso Course 1 | Guillermo Fierro                      | Maserati T61             | Martin & Lukas Halusa          | Ferrari Breadvan        | Peter Vögele                  | Porsche RSK             |
| Trofeo Nastro Rosso Course 2 | Guillermo Fierro                      | Maserati T61             | Peter Vögele                   | Porsche RSK             | Yves Vögele                   | Alfa Romeo Giulia TZ    |
| Sixties Endurance            | Andrew Beverley                       | Shelby Cobra             | Ben Gill                       | Shelby Cobra            | Charles Firmenich             | Shelby Cobra            |
| Heritage Touring Cup         | Dominik Roschmann                     | BMW 3.0 CSL              | Steve Dance                    | Ford Capri              | Christophe Van Riet Gipimotor | Ford Capri              |
| Group C Racing Course 1      | Kriton Lendoudis & Rui Águas          | Mercedes C11             | Michel Lecourt & Raymond Narac | Porsche 962C            | Eric Rickenbacher             | Cheetah G606            |
| Group C Racing Course 2      | Kriton Lendoudis & Rui Aguas          | Mercedes C11             | Michel Lecourt & Raymond Narac | Porsche 962C            | Tommy Dreelan & Aaron Scott   | Porsche 962             |
| Euro F2 Classic Course 1     | Martin Stretton                       | March 712                | David Tomlin                   | Rondel Motul M1         | Charles Veillard              | Ralt RT 1               |
| Euro F2 Classic Course 2     | Martin Stretton                       | March 712                | David Tomlin                   | Rondel Motul M1         | Marc Devis                    | March 782               |
| CER 2 Prototypes             | Martin O'Connell                      | Chevron B26              | Dominique Guenat               | Lola T286               | Marc Devis                    | Toj SC 303              |
| CER 2 Grand Tourisme         | Christian Traber                      | BMW M1                   | Hans Hübner                    | Porsche 934/5           | Philippe Nelson               | Porsche 930 Turbo       |
| CER 1 Prototypes             | Martin O'Connell                      | Chevron B19              | Philipp Bruehwiler             | Chevron B19             | Maurizio Bianco               | Chevron B19             |
| CER 1 Grand Tourisme         | Detlef von der Lieck & Ralf Kelleners | De Tomaso Pantera Gr. IV | Didier Denat                   | Porsche 911 Carrera RSR | Rainer Becker                 | Porsche 911 Carrera RSR |

### 2eédition (2019)
La seconde édition de l'Hungaroring Classic se déroule du 12 au 14 juillet 2019.